# Parma Foot Ball Club 1929-1930
Questa pagina raccoglie i dati riguardanti il Parma Foot Ball Club nelle competizioni ufficiali della stagione 1929-1930.

## Stagione
Nella stagione 1929-1930 con il varo della Serie A e Serie B a girone unico, il Parma figura tra le 18 squadre che formano il nuovo campionato cadetto. Un torneo che per la prima volta, come secondo livello nazionale, mette a confronto squadre di tutto il territorio italiano, anche se le uniche trasferte meridionali sono quelle di Bari e Lecce, che sono tra l'altro proprio le prime due trasferte dei crociati. Il Parma alterna giornate grigie ad altre radiose, come i successi di Monfalcone e Firenze. Ma staziona per tutto il torneo, stabilmente nella parte medio bassa della classifica, seppur lontano dalle secche della retrocessione, infatti la Biellese, migliore delle retrocesse al termine è sotto sette punti. Sono promosse in Serie A il Casale primo con 49 punti e il Legnano secondo con 46 punti. I ducali chiudono il campionato in dodicesima posizione con 32 punti. Molto bene tra i crociati hanno fatto Aroldo Vaccari che firma 12 reti, e Tito Mistrali con 8 centri personali.

## Rosa
| N. |                   | Ruolo | Calciatore                  |
| -- | ----------------- | ----- | --------------------------- |
|    | Italia (bandiera) | P     | Mario Alfieri               |
|    | Italia (bandiera) | P     | Mario Arbizzani             |
|    | Italia (bandiera) | A     | Enzo Bertoli                |
|    | Italia (bandiera) | D     | Dante Boni                  |
|    | Italia (bandiera) | C     | Iginio Camorali             |
|    | Italia (bandiera) | C     | Giovan Battista Chiaramello |
|    | Italia (bandiera) | C     | Bruno Cresci                |
|    | Italia (bandiera) | A     | Carlo Ferrari               |
|    | Italia (bandiera) | C     | Saulle Franzini             |
|    | Italia (bandiera) | C     | Gino Giuberti               |
|    | Italia (bandiera) | D     | Alfredo Mattioli (I)        |
|    | Italia (bandiera) | C     | Angelo Mattioli (II)        |

| N. |                   | Ruolo | Calciatore         |
| -- | ----------------- | ----- | ------------------ |
|    | Italia (bandiera) | D     | Giovanni Mazzoni   |
|    | Italia (bandiera) | A     | Tito Mistrali      |
|    | Italia (bandiera) | D     | Walter Negroni     |
|    | Italia (bandiera) | D     | Cesare Orsini      |
|    | Italia (bandiera) | A     | Dino Paini         |
|    | Italia (bandiera) | C     | Ivo Pellegrini     |
|    | Italia (bandiera) | A     | Carlo Pianzola     |
|    | Italia (bandiera) | C     | Riccardo Poli      |
|    | Italia (bandiera) | A     | Antonio Quaglietti |
|    | Italia (bandiera) | C     | Giuseppe Stocchi   |
|    | Italia (bandiera) | A     | Aroldo Vaccari     |
|    | Italia (bandiera) | A     | Luigi Villani      |

## Risultati

### Campionato di Serie B

#### Girone di andata
| Arbitro: | Bonello (Venezia) |

|                         |           |  |
| Villani 42’ Bertoli 50’ | Marcatori |  |

| Arbitro: | Bruna (Venezia) |

|                                                       |           |  |
| Rastelli 5’, 60’ Bottaro 52’, 56’, 65’ Costantino 66’ | Marcatori |  |

| Arbitro: | Turriti (Firenze) |

|               |           |                         |
| Locatelli 20’ | Marcatori | 8’ Bertoli 80’ Mistrali |

| Arbitro: | Gonani (Ravenna) |

|                   |           |                          |
| Mistrali 30’, 51’ | Marcatori | 25’ Bonesini 80’ Patuzzi |

| Arbitro: | D'Alessandro (Vercelli) |

|                               |           |  |
| R. Snidersich 25’ (rig.), 46’ | Marcatori |  |

| Arbitro: | Enrietti (Torino) |

|  |           |                |
|  | Marcatori | 68’ V. Bonello |

| Arbitro: | P. Barlassina (Novara) |

|                       |           |  |
| Spadavecchia 19’, 80’ | Marcatori |  |

| Arbitro: | U. Gama (Milano) |

|             |           |                        |
| Vaccari 42’ | Marcatori | 47’ Mattea 49’ Gardini |

| Arbitro: | Quilleri (Brescia) |

|  |           |                                                                    |
|  | Marcatori | 10’ (aut.), 75’ (aut.) Nicolich 47’ (aut.) De Biasi 80’ Quaglietti |

| Parma 15 dicembre 1929 10ª giornata | Parma                 | 0 – 0 | Pistoiese | Stadio Ennio Tardini\| Arbitro: \| Asei Conte (Vercelli) \| |
| Arbitro:                            | Asei Conte (Vercelli) |       |           |                                                             |

| Arbitro: | U. Gama (Milano) |

|            |           |                          |
| Meucci 10’ | Marcatori | 36’ Mistrali 56’ Vaccari |

| Arbitro: | Quilleri (Brescia) |

|                                              |           |             |
| Versaldi 20’ A. Galli 34’ Marchetti 76’, 77’ | Marcatori | 10’ Vaccari |

| Arbitro: | Garbieri (Genova) |

|                             |           |          |
| Mistrali 31’ G. Mazzoni 80’ | Marcatori | 83’ Lodi |

| Arbitro: | D'Alessandro (Vercelli) |

|                                |           |                          |
| Castello 30’ (rig.) Pescia 69’ | Marcatori | 15’ Franzini 55’ Vaccari |

| Arbitro: | Caironi (Milano) |

|             |           |  |
| Bertoli 14’ | Marcatori |  |

| Arbitro: | Bo (Genova) |

|                                     |           |  |
| Gerola 20’ Ottolina 38’ Aliatis 68’ | Marcatori |  |

| Arbitro: | Cugnini (Ancona) |

|                                        |           |  |
| Vaccari 49’, 75’ Quaglietti 58’ (rig.) | Marcatori |  |

#### Girone di ritorno
| Arbitro: | Zorzi (Venezia) |

|                                      |           |  |
| Comello 32’ Greppi 65’ E. Martin 85’ | Marcatori |  |

| Arbitro: | D'Alessandro (Vercelli) |

|             |           |  |
| Stocchi 15’ | Marcatori |  |

| Arbitro: | Tassinari (Firenze) |

|             |           |  |
| Vaccari 62’ | Marcatori |  |

| Arbitro: | Bonello (Venezia) |

|              |           |  |
| Bernardi 44’ | Marcatori |  |

| Arbitro: | Pagnin (Treviso) |

|                 |           |  |
| Vaccari 5’, 31’ | Marcatori |  |

| Arbitro: | Mazzini (Bologna) |

|                 |           |                 |
| Mion 30’ (rig.) | Marcatori | 22’ Chiaramello |

| Arbitro: | Mazzini (Treviso) |

|              |           |             |
| Mistrali 43’ | Marcatori | 22’ Zuliani |

| Arbitro: | Bevilacqua (Viareggio) |

|                                    |           |                      |
| Ticozzelli 38’ (rig.) Demarchi 44’ | Marcatori | 8’ Franzini 58’ Poli |

| Arbitro: | Lerni (Genova) |

|  |           |                                                               |
|  | Marcatori | 64’, 75’ R. Simonetti 66’ R. Zanolla 85’ Baccilieri 88’ Saina |

| Arbitro: | Corradini (Bologna) |

|                             |           |  |
| Ferrero 6’ Gambino 24’, 72’ | Marcatori |  |

| Arbitro: | Caironi (Milano) |

|             |           |                |
| Vaccari 67’ | Marcatori | 32’ Baldinotti |

| Arbitro: | Dall'Era (Brescia) |

|             |           |  |
| Mistrali 5’ | Marcatori |  |

| Arbitro: | Beretta (Novi Ligure) |

|                                             |           |  |
| Perduca 15’ G. Cornolti 20’, 65’ Casati 32’ | Marcatori |  |

| Arbitro: | Mattea (Casale Monf.) |

|                              |           |                        |
| Stocchi 29’ Vaccari 36’, 72’ | Marcatori | 2’ Gianelli 17’ Raggio |

| Arbitro: | Guarnieri (Milano) |

|                         |           |                          |
| Lombatti 47’ Pilati 49’ | Marcatori | 44’ Mistrali 75’ Stocchi |

| Arbitro: | Scorzoni (Bologna) |

|  |           |                                              |
|  | Marcatori | 27’ Aliatis 55’ (aut.) G. Giuberti 75’ Gabba |

| Arbitro: | Fornarelli (Bari) |

|                        |           |          |
| Marini 25’ Morelli 63’ | Marcatori | 50’ Poli |

## Statistiche

### Statistiche di squadra
| Competizione | Punti | In casa | In casa | In casa | In casa | In casa | In casa | In trasferta | In trasferta | In trasferta | In trasferta | In trasferta | In trasferta | Totale | Totale | Totale | Totale | Totale | Totale | DR  |
| Competizione | Punti | G       | V       | N       | P       | Gf      | Gs      | G            | V            | N            | P            | Gf           | Gs           | G      | V      | N      | P      | Gf     | Gs     | DR  |
| ------------ | ----- | ------- | ------- | ------- | ------- | ------- | ------- | ------------ | ------------ | ------------ | ------------ | ------------ | ------------ | ------ | ------ | ------ | ------ | ------ | ------ | --- |
| Serie B      | 32    | 17      | 9       | 4       | 4       | 21      | 18      | 17           | 3            | 4            | 10           | 17           | 39           | 34     | 12     | 8      | 14     | 38     | 57     | -19 |

### Statistiche dei giocatori
| Giocatore      | Serie B  | Serie B |
| Giocatore      | Presenze | Reti    |
| -------------- | -------- | ------- |
| M. Alfieri     | 8        | -14     |
| M. Arbizzani   | 26       | -43     |
| E. Bertoli     | 26       | 3       |
| D. Boni        | 6        | 0       |
| I. Camorali    | 6        | 0       |
| S. Chiaramello | 13       | 1       |
| B. Cresci      | 32       | 0       |
| C. Ferrari     | 1        | 0       |
| S. Franzini    | 28       | 2       |
| A. Giuberti    | 4        | 0       |
| G. Giuberti    | 2        | 0       |
| I. Maccanelli  | 1        | 0       |
| A. Mattioli    | 32       | 0       |
| A. Mattioli    | 1        | 0       |
| G. Mazzoni     | 31       | 1       |
| T. Mistrali    | 27       | 8       |
| W. Negroni     | 23       | 0       |
| C. Orsini      | 8        | 0       |
| D. Paini       | 1        | 0       |
| I. Pellegrini  | 1        | 0       |
| C. Pianzola    | 6        | 0       |
| R. Poli        | 10       | 2       |
| A. Quaglietti  | 27       | 2       |
| G. Stocchi     | 14       | 3       |
| A. Vaccari     | 31       | 12      |
| L. Villani     | 8        | 1       |